# Cueva de Antíparos
La cueva de Antíparos o cueva de Ayios Ioannis es una gruta natural situada a 8 km de la localidad de Antíparos, en la isla del mismo nombre. Tiene una longitud de 89 m, una profundidad de 85 m y su anchura máxima es de 60 m, con una superficie aproximada de 5600 m2. Abundan en ella las estalagmitas y estalactitas. Una de las estalagmitas está considerada como la más antigua de Europa, con una edad de 45 millones de años.
En la Antigüedad, la cueva ha tenido uso ritual desde el neolítico hasta el periodo helenístico. Se han sacado a la luz piezas de cerámica cuya cronología abarca desde el periodo geométrico. Está atestiguado que fue un lugar de culto a Artemisa, donde tal vez se desarrollaron ritos iniciáticos.
En el exterior hay dos iglesias llamadas Ayios Gioannis Spiliotis y Zoodojos Pigi. En el interior de la cueva hay varias estancias: una antecámara y tres salas que se denominan «Cámara de las cascadas de piedra», «Salón de la catedral» y «Salón real». Una serie de inscripciones prueban la presencia en la cueva en tiempos históricos de personajes importantes, como Arquíloco de Paros, el rey Otón y su esposa Amalia —tras cuya visita tomó su nombre el «Salón real»—, y el embajador de Francia en Constantinopla en 1673—, entre otros.